# آلودگی هوا در تایوان

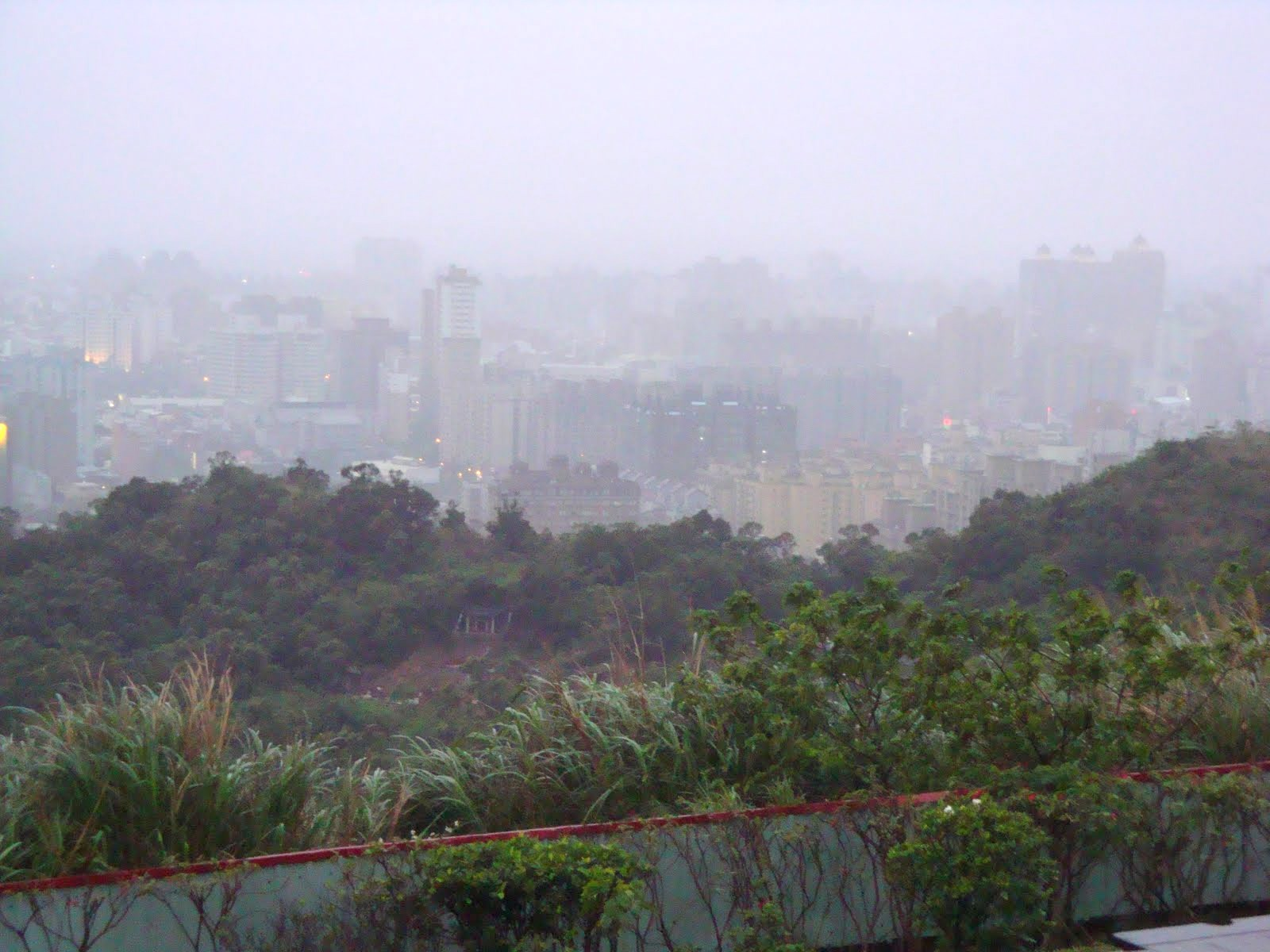
چشم انداز منطقه مسکونی در حومه شهر تایپه در روز ۱۵ آوریل ۲۰۱۰، که آلودگی شدید هوا را نشان می دهد.

آلودگی هوا در تایوان (به انگلیسی: Air pollution in Taiwan) بیشتر از منابع مصرف سوخت در خانه‌ها ناشی می‌گردد که به طور عمده حاصل مصرف سوخت‌های فسیلی است.  جانگاری تایوان به عنوان یک عامل مؤثر در مشکل آلودگی هوا مورد توجه بوده است که منجر به پراکنش ضعیف و  محبوس شدن آلاینده‌ها می شود. به عنوان نمونه، تایپه پایتخت و بزرگترین شهر تایوان، توسط کوه احاطه شده است و سایر مراکز صنعتی در امتداد کرانه‌های شمالی و غربی تایوان توسط کوه‌های مرتفع احاطه شده‌اند.